# Dersu Usala (1975)
Dersu Usala [ˈdɛrsʊ ˈuzala] (Verweistitel Uzala, der Kirgise) ist ein sowjetischer Spielfilm des japanischen Regisseurs Akira Kurosawa aus dem Jahr 1975. Die Hauptdarsteller Juri Solomin und Maxim Munsuk wurden für ihre beeindruckende schauspielerische Leistung gewürdigt. Er wurde 1976 als bester fremdsprachiger Film mit einem Oscar ausgezeichnet.

## Handlung
Im Jahre 1910 sucht der russische Offizier und Geograph Wladimir Arsenjew im Ussurigebiet nach dem Grab eines Freundes Dersu, den er drei Jahre zuvor selbst begraben hat. Seine Suche bleibt erfolglos. Dort wurde inzwischen die Siedlung Korfowski gebaut.
Der nachfolgende Rückblick zeigt die Ereignisse in der Vergangenheit, die zu diesem Tag geführt hatten. 1902 führt Wladimir Arsenjew eine Expedition, um das Ussurigebiet zu vermessen und zu kartographieren. Die Expedition trifft auf den Waldläufer Dersu Usala, der sich der Expedition anschließt. Zwischen Arsenjew und Usala entwickelt sich trotz ihrer Unterschiede allmählich eine Freundschaft. Obwohl Usala seine Familie durch eine Pockenepidemie verloren hat und seitdem auf sich allein gestellt in der Wildnis lebt, ist sein Leben zutiefst durch das Wissen um die tiefe Verbundenheit alles Belebten bestimmt. Er beeindruckt die Teilnehmer der Expedition mit seinen Schießkünsten und seinen Fähigkeiten beim Spurenlesen. Während Usala und Arsenjew einen See erkunden, bricht ein Unwetter herein. Usala baut einen Unterschlupf aus Gräsern und rettet so seinem Freund das Leben. Schließlich trennen sich ihre Wege. 
1907 führt Arsenjew wiederum eine Expedition in das Ussurigebiet und trifft den Freund wieder. Sie stoßen auf die Spuren von Räubern. Usala schießt auf einen Tiger. Danach glaubt er, für diese Tat verflucht zu sein. Seine altersbedingte Kurzsichtigkeit, die ihn bei der Jagd stark behindert, hält er für die Folge des Fluchs. Arsenjew nimmt Usala mit nach Hause. In der Stadt fühlt sich der Waldläufer nicht wohl. Ihm fehlt die Natur, und er kann sich mit vielen Regeln der Zivilisation nicht abfinden. So beschließt er, in die Wildnis zurückzukehren, obwohl er weiß, dass dort seine Tage gezählt sind. Arsenjew schenkt ihm zum Abschied ein neues Gewehr. Bald darauf erfährt Arsenjew, dass Usala von Unbekannten erschlagen wurde – wegen des Gewehrs. Er fährt zum Tatort und begräbt den Freund.

## Hintergrund

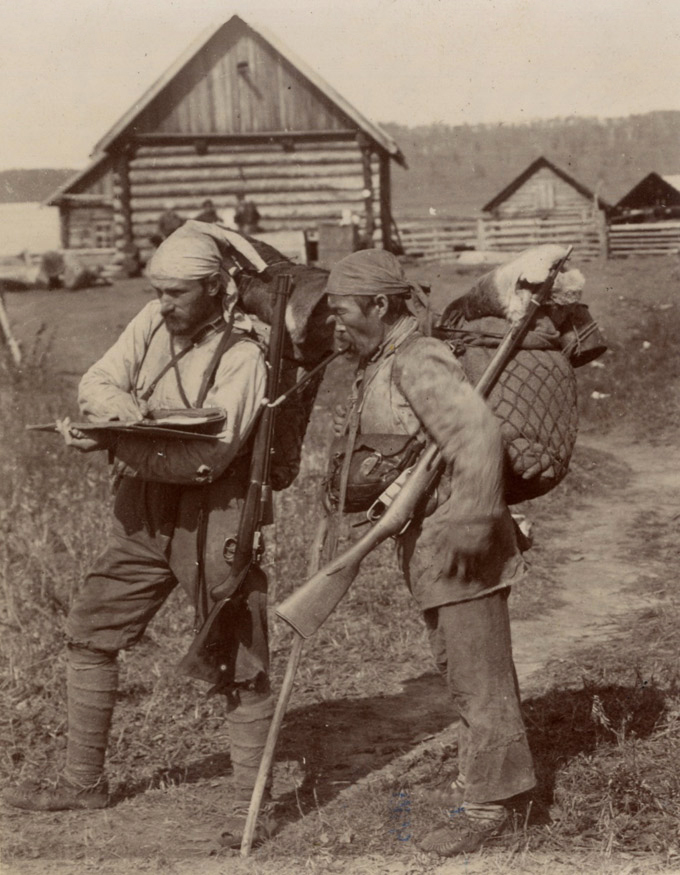
Originalfoto von Arsenjew und Usala.

Der Film basiert auf dem Roman Dersu Usala der Taigajäger von Wladimir Arsenjew und wurde von 1973 bis 1975 in Moskau und Sibirien gedreht. Das Budget betrug etwa 4 Millionen Dollar. Der Film feierte seine Premiere im Juli 1975 auf dem Internationalen Filmfestival Moskau. Am 29. Oktober 1976 kam der Film unter dem Titel Dersu Usala in die Kinos der DDR und zwei Wochen später in einer anderen Synchronisation und mit dem irreführenden Titel Uzala der Kirgise (Usala ist kein Kirgise, sondern Nanai) in die bundesdeutschen Kinos.

## Kritiken
„Eine pessimistische Parabel über den Zusammenstoß zweier Kulturen, deren Vertreter sich trotz gegenseitiger Sympathie fremd bleiben. Die eigentliche Heldin aber ist die in betörender Schönheit visuell eingefangene Natur: ihr Rhythmus bestimmt den Film von der Windstille bis zum furiosen Schneesturm.“

## Auszeichnungen (Auswahl)
- 1975: Goldener Preis und FIPRESCI-Preis des Internationalen Filmfestivals Moskau für Akira Kurosawa
- 1976: Oscar als Bester fremdsprachiger Film
- 1977: David di Donatello für die Beste Regie, „Spezial-David“
- 1977: Nastro d’Argento des Sindacato Nazionale Giornalisti Cinematografici Italiani für die Beste Regie
- 1978: Prix Léon Moussinac der Association Française de la Critique de Cinéma